# Gouna
Gouna ist eine Landgemeinde im Departement Mirriah in Niger.

## Geographie
Gouna liegt in der Sahelzone. Die Nachbargemeinden sind Zinder und Kolléram im Nordwesten, Mirriah im Nordosten, Wacha im Südosten und Dogo im Südwesten. Bei den Siedlungen im Gemeindegebiet handelt es sich um 35 Dörfer, 56 Weiler und 11 Lager. Der Hauptort der Landgemeinde ist das Dorf Gouna.
Beim Dorf Bourbaram erstreckt sich das 900 Hektar große Waldschutzgebiet Forêt classée de Bourbaram. Die Unterschutzstellung erfolgte 1955.

## Geschichte

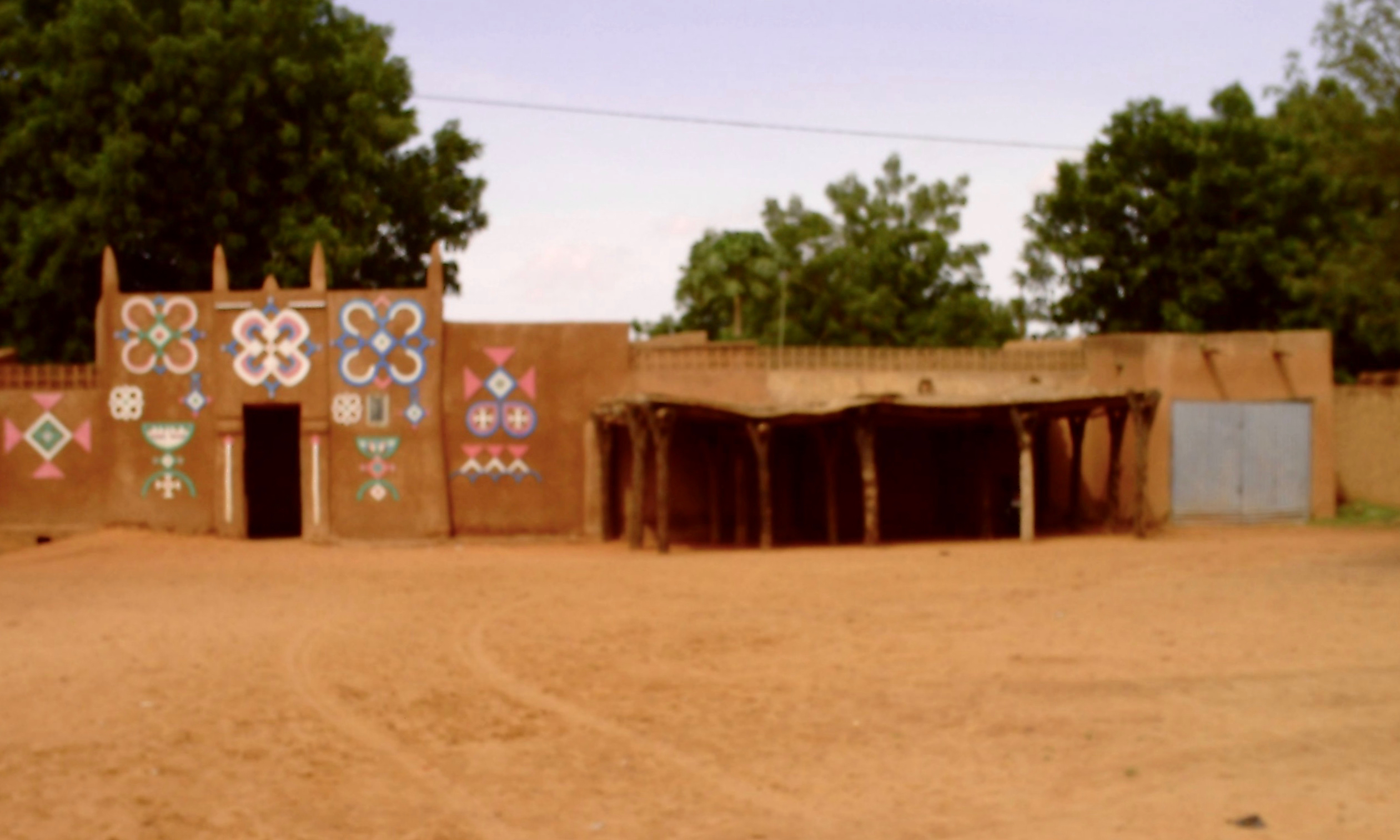
Palast des Kantonschefs in Gouna (2009)

Der Herrschaftssitz Gouna wurde um 1820 von Sultan Sélimane dan Tintouma seinem Sultanat Zinder angeschlossen, das zum Reich Bornu gehörte. Sultan Ibrahim dan Sélimane von Zinder, der von 1822 bis 1841 und von 1843 bis 1850 regierte, ermunterte Tuareg aus dem Aïr sich in seinem Sultanat anzusiedeln. Er stellte deren versklavten Ackerbauern, den Iklan, Land bei den Dörfern Gouna, Baban Tapki, Dogo, Droum und Zermou zur Verfügung. James Richardson berichtete von seiner Afrikareise in den Jahren 1850 und 1851 über „Guna“ und „Karaiai“ (Karayé Haoussa im Gemeindegebiet von Gouna) als große Ortschaften auf der Route von Zinder nach Kano. Ende des 19. Jahrhunderts boten die Märkte von Gouna und weiteren Dörfern in der Region dem in der Stadt Zinder ansässigen bedeutenden Händler Malan Yaroh jene Handwerksprodukte, Pelze, Tierhäute und Henna, die er für den Transsaharahandel benötigte.

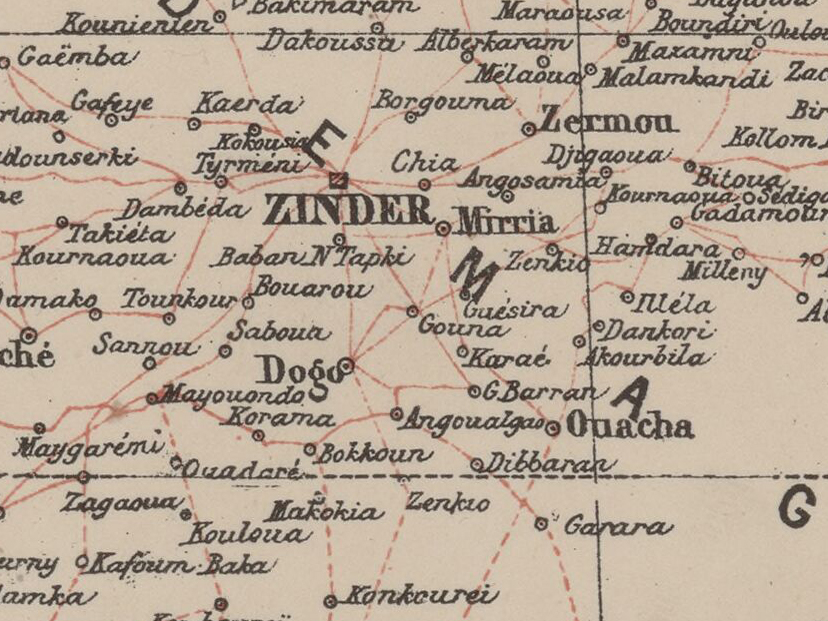
Ausschnitt einer Karte von 1903 mit Gouna im Zentrum

Frankreich besetzte 1899 das Sultanat Zinder, bei dem es bis zur Unabhängigkeit Nigers 1960 verblieb. Der Markt von Gouna war einer der kleinen Märkte in der Region, die zu Beginn des 20. Jahrhunderts von der französischen Verwaltung zugelassen wurden.
Bei einer Untersuchung im Jahr 1990 wurde beim Befall mit der Saugwürmer-Art Schistosoma haematobium unter den 10- bis 13-Jährigen im Hauptort eine Prävalenz von 72 Prozent festgestellt. Die Landgemeinde Gouna ging 2002 im Zuge einer landesweiten Verwaltungsreform aus dem Kanton Gouna hervor. Bei Überschwemmungen im Jahr 2008 wurden 887 Einwohner als Geschädigte eingestuft. 37 Häuser wurden zerstört und 37 Felder überflutet.

## Bevölkerung
Bei der Volkszählung 2012 hatte die Landgemeinde 63.598 Einwohner, die in 11.500 Haushalten lebten. Bei der Volkszählung 2001 betrug die Einwohnerzahl 39.700 in 7755 Haushalten.
Im Hauptort lebten bei der Volkszählung 2012 4840 Einwohner in 898 Haushalten, bei der Volkszählung 2001 3153 in 614 Haushalten und bei der Volkszählung 1988 2754 in 520 Haushalten.
In ethnischer Hinsicht ist die Gemeinde ein Siedlungsgebiet von Damagarawa, Fulbe, Iklan, Kanuri und Sossébaki. In Gouna leben Angehörige der auf Fernweidewirtschaft spezialisierten Fulbe-Untergruppe Bornanko’en.

## Politik
Der Gemeinderat (conseil municipal) hat 18 gewählte Mitglieder. Mit den Kommunalwahlen 2020 sind die Sitze im Gemeinderat wie folgt verteilt: 8 ARD-Adaltchi Mutunchi, 7 PNDS-Tarayya, 1 CPR-Inganci, 1 MODEN-FA Lumana Africa und 1 RDR-Tchanji.
Jeweils ein traditioneller Ortsvorsteher (chef traditionnel) steht an der Spitze von 33 Dörfern in der Gemeinde, darunter dem Hauptort.

## Wirtschaft und Infrastruktur
Im Hauptort wird ein Wochenmarkt abgehalten.
Gesundheitszentren des Typs Centre de Santé Intégré (CSI) sind im Hauptort und in der Siedlung Guirari vorhanden. Beide verfügen jeweils über ein eigenes Labor und eine Entbindungsstation. Der CEG Gouna und der CEG Guirari sind eine allgemein bildende Schulen der Sekundarstufe des Typs Collège d’Enseignement Général (CEG). Beim Centre de Formation aux Métiers de Gouna (CFM Gouna) handelt es sich um ein Berufsausbildungszentrum.
Durch den Hauptort verläuft die 29,4 Kilometer lange Route 718 zwischen Dogo und Mirriah. Die 23,26 Kilometer lange Route 754 verbindet die Dörfer Guirari und Gada Garin Gjadi. Es handelt sich bei beiden Routen um wenig ausgebaute Landstraßen.